# Stefano Nicetto
Stefano Nicetto (9 de septiembre de 2001) es un deportista de Italia que compite en natación. Ganó una medalla de bronce en el Campeonato Mundial Junior de Natación de 2019, en la prueba de 4 × 100 m libre, y tres medallas en el Campeonato Europeo Junior de Natación de 2019.